# ميسيل بلو
ميسيل بلو (بالإنجليزية: Angel Blue)‏ هي مغنية أوبرا ومغنية أمريكية، ولدت في 3 مايو 1984 في مقاطعة سان بيرناردينو في الولايات المتحدة.

## وصلات خارجية
- ميسيل بلو على موقع IMDb (الإنجليزية)
- ميسيل بلو على موقع ميوزك برينز (الإنجليزية)
- ميسيل بلو على موقع أول ميوزيك (الإنجليزية)